# St. Peter und Paul (Čáslav)

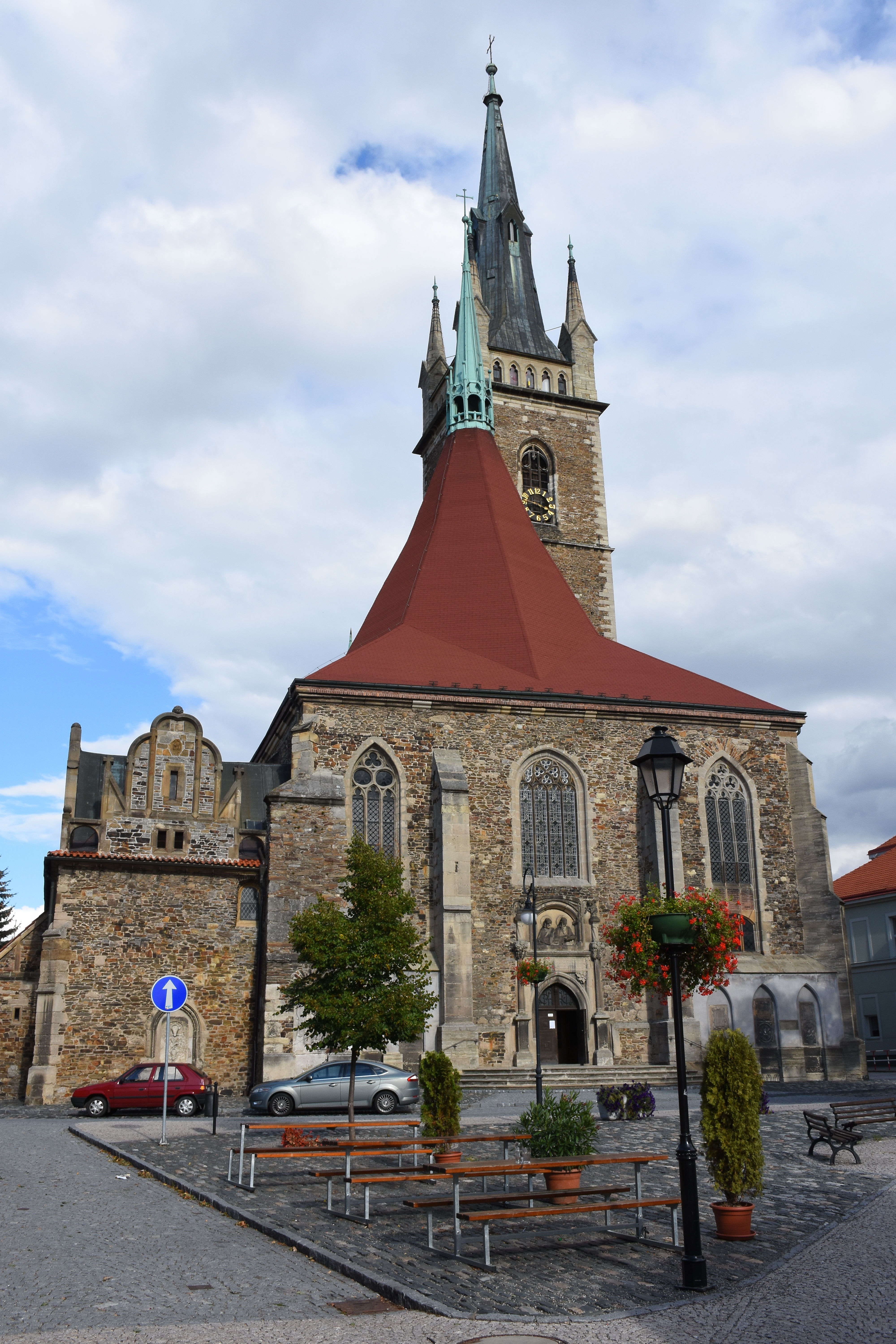
St. Peter und Paul mit Marienkapelle

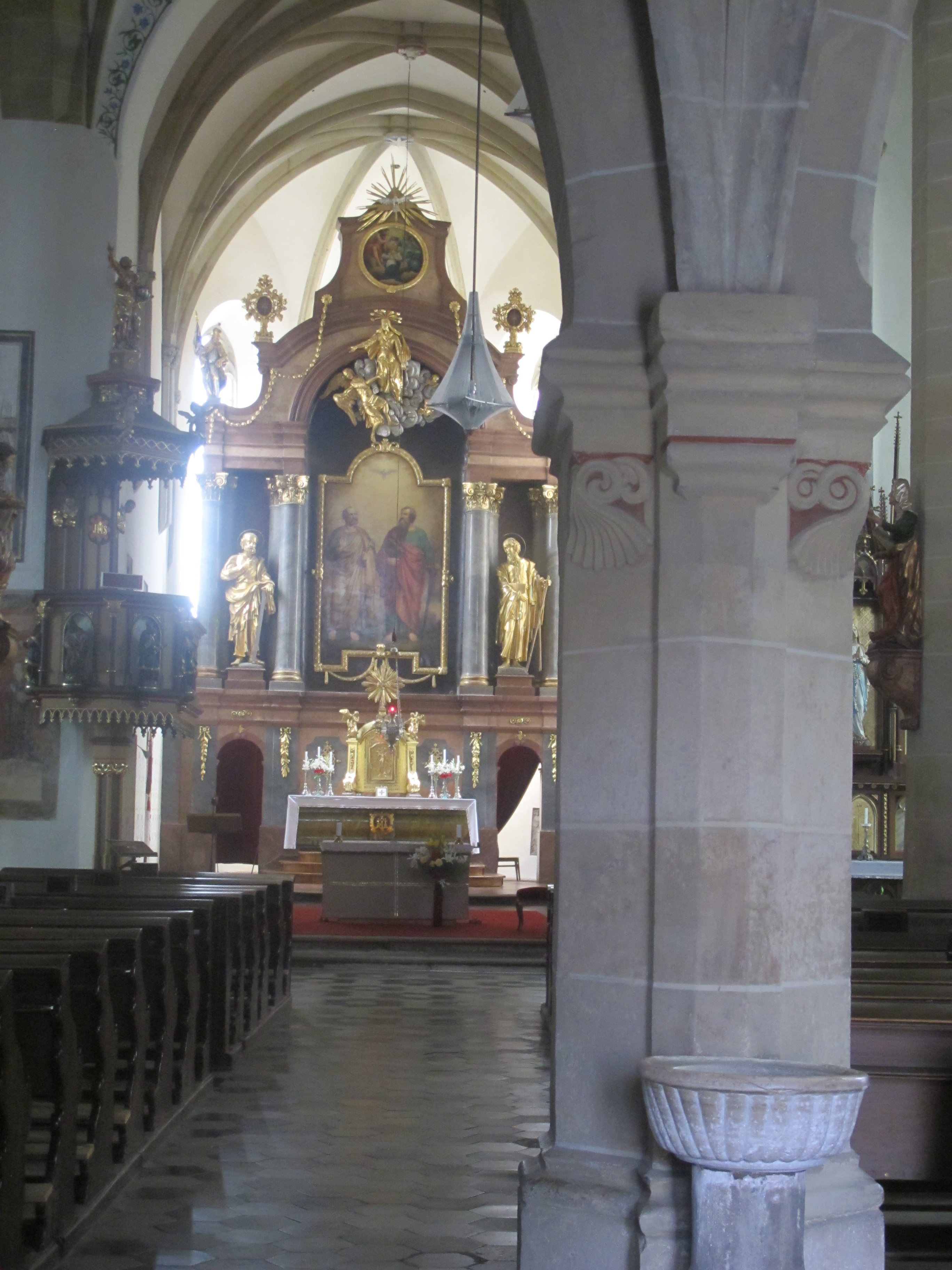
Kirchenraum

Die Kirche St. Peter und Paul (tschechisch Kostel svatého Petra a Pavla) ist eine römisch-katholische Dekanatskirche in Čáslav (deutsch Tschaslau), einer Stadt im Okres Kutná Hora in der Region Mittelböhmen (Středočeský kraj) in Tschechien. 

## Geschichte
Eine ursprünglich dem Erzengel Michael geweihte romanische Kirche wurde in der Mitte des 12. Jahrhunderts durch die Herren von Chlum errichtet, die sie 1307 an die Komturei des Deutschen Ordens in Dobrowitz übertrugen, seit 1325 unterstand sie dem Kloster Sedlec. Altarweihen in den Jahren 1358, 1360, 1362, 1387, 1391, 1404 und 1405 belegen den schrittweisen Ausbau der Kirche in dieser Zeit. Von der Verkündung der Vier Prager Artikel auf dem Landtag von Tschaslau im Jahr 1421 bis zum Restitutionsedikt  von 1629 diente die Kirche sowohl den Katholiken wie auch den Hussiten als Simultankirche. Wenig vorher wurde 1627 der nachfolgend als evangelischer Märtyrer verehrte Diakon der Kirche, Matthäus Ulicky, hingerichtet.
Das Kirchengebäude wurde im Laufe der Zeit wiederholt von Bränden betroffen. Im Jahr 1452 wurde die Kirche durch den ersten Großbrand beschädigt, im Anschluss an die nachfolgende Wiederherstellung wurde mit dem Bau des Turms begonnen. 1497 wurden die Steinmetzarbeiten für die Fenster des Turms an Meister Blažek und 1502 der Dachstuhl verdingt, dessen Bau 1506 zum Abschluss kam. 1522 erfolgte eine weitere Brandbeschädigung, worauf die Pfeiler und das Gewölbe erneuert richtet wurden. Das Portal ist auf 1537, der Schlussstein des Gewölbes auf 1539 datiert. Im Jahr 1600 wurde der Dachstuhl des Turms zerstört, aber bereits im Jahr 1602 erhielt der Turm einen neuen kupfergedeckten Turmhelm. Während des Dreißigjährigen Kriegs wurde die Kirche in den Jahren 1618–1627 und 1643 geplündert, anschließend aber in den Jahren 1655–1660 wiederhergestellt. Im Jahr 1703 zerstörte ein Brand den Dachstuhl des Turms, der 1727 erneuert wurde.

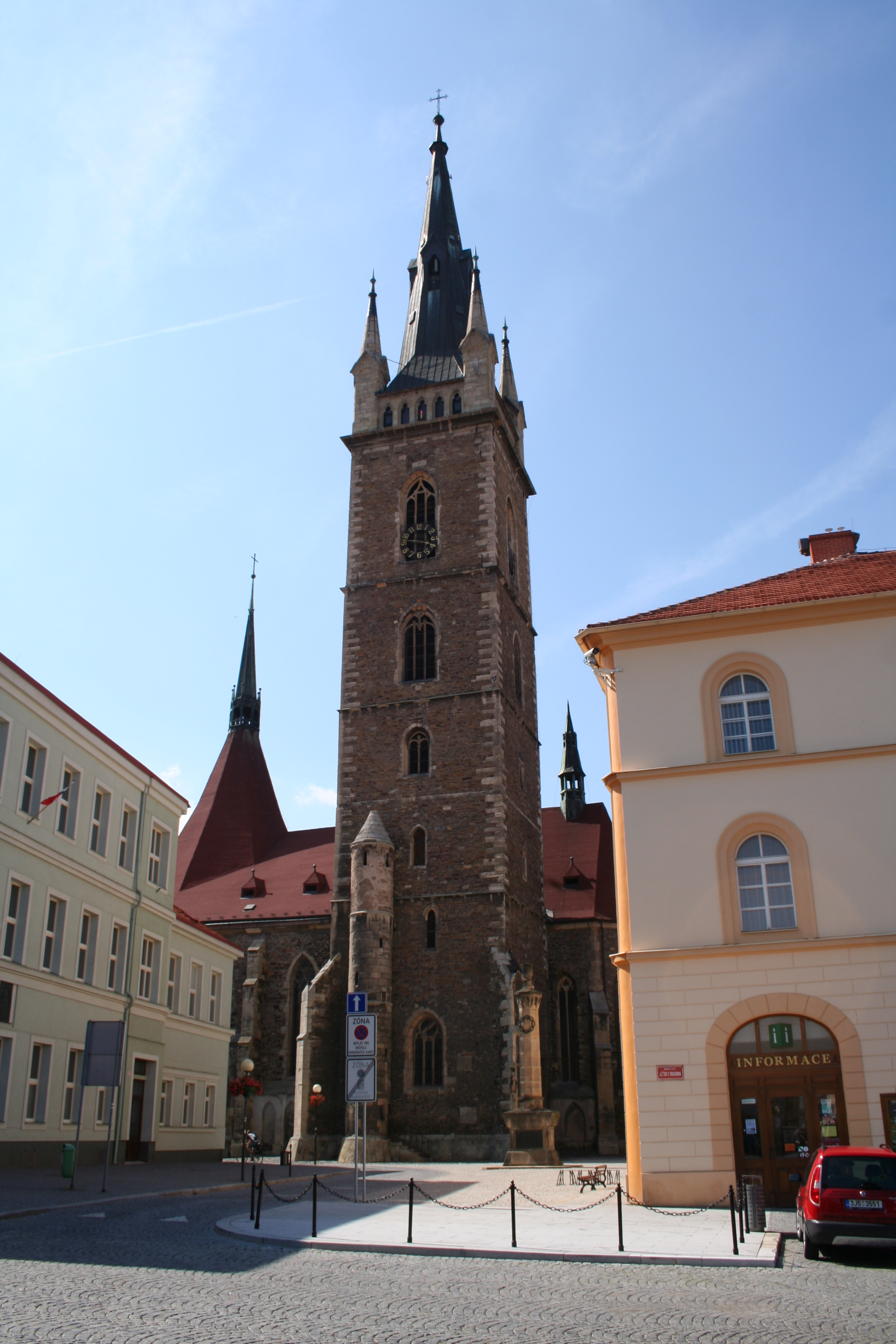
Kirchturm

Ab 1825 fanden Wiederherstellungsarbeiten des Kirchturms und des Kirchendachs durch den Hofbaumeister Clement Zobel statt, jedoch brannten 1841 beide Dachstühle wieder ab, um 1846 und 1863 wiedererrichtet zu werden, umfangreiche Wiederherstellungsarbeiten erfolgten in den Jahren 1908–1911 durch den Prager Kirchenbaumeister Kamil Hilbert, wobei in der zugemauerten Nische der Marienkapelle die sterblichen Überreste des Heerführers der Hussitenkriege, Jan Žižka, aufgefunden wurden. 

## Architektur
Die Kirche St. Peter und Paul ist eine in Sichtmauerwerk ausgeführte spätgotische Hallenkirche mit seitlich gesetztem Turmbau und polygonal schließendem Chor. Nordseitig ist in frühen Formen der Renaissance eine Marienkapelle angefügt. Der Kirchenraum ist im Chor kreuzrippen-, im Schiff über Achteckpfeilern netzrippengewölbt.